# کد

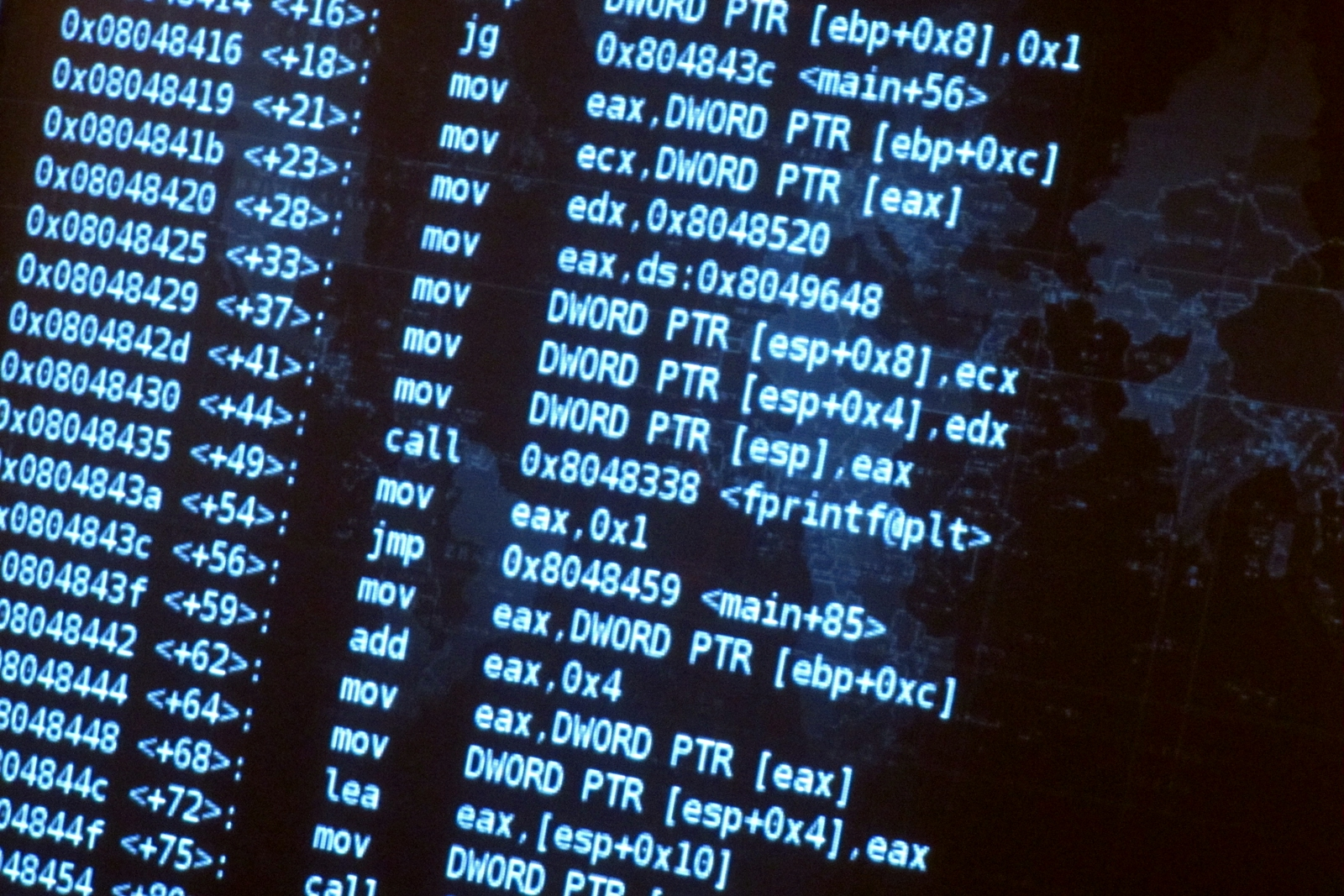
تصویری از نمایشگر کامپیوتر که مجموعه ای از کد را نشان می‌دهد

کُد (به انگلیسی: Code) دستورالعمل تبدیل اطلاعات از یک قالب به قالبی دیگر است. به فرایند انجام این کار کدگذاری (Encoding) و عکس این عمل کدبرداری (Decoding) گفته می‌شود. کدگذاری عبارت است از تبدیل اسم یا یک موضوع به یک علامت قراردادی. این علامت می‌تواند به صورت شماره یا حرف انتخاب شده باشد. کد به منزلهٔ علامت اختصاری طبقه‌بندی نیز محسوب می‌شود.
در علوم مهندسی مانند مهندسی برق و رایانه، در ترجمهٔ واژهٔ «Code» به فارسی باید دقت و احتیاط کرد، و از ترجمهٔ آن به واژه «رمز» خودداری و به همان «کُد» بسنده کرد. چرا که واژهٔ «رمز» در این علوم، معنیِ کاملاً متفاوتی با آنچه که منظورمان از به کاربردن «Code» است، دارد. در غیر این صورت، این کار باعث ابهام در مفاهیمی مانند Coding, Encoding، و Decoding که در مهندسی برق بسیار رایج‌ند می‌شود؛ مثلاً، دو واژهٔ «کدگذاری» و «رمزگذاری» به دو مفهوم کاملاً متفاوت و نامرتبط اشاره می‌کنند؛ کدگذاری اطلاعات (Data Encoding) با رمزگذاری اطلاعات (Data Encryption)، یکی نیست و هدف آنها دو چیز کاملاً متفاوت است. در علوم رایانه، کدنویسی (Coding)، همان برنامه‌نویسی (Programming) است، و هیچ ربطی به رمزنویسی (Cryptography) ندارد.

## کد مخرب
اکسپلویت‌ها یا همان کدهای مخرب (به معنای سود بردن از اموال دیگری) در واقع برنامه یا کد یا سلسله مراتبی از دستورات است که جهت سود بردن از یک باگ نرم‌افزاری یا حفره امنیتی جهت ایجاد رفتار ناخواسته یا پیش‌بینی نشده در نرم‌افزاری خاص یا سیستم سخت‌افزاری یا یک دستگاه الکترونیکی، استفاده می‌شود. این نوع از رفتارها معمولاً جهت بدست آوردن دسترسی سیستمی یا تشدید دسترسی‌ها یا محروم‌سازی سرویس سیستم مورد نظر بکار می‌رود.